# Campo Imperatore

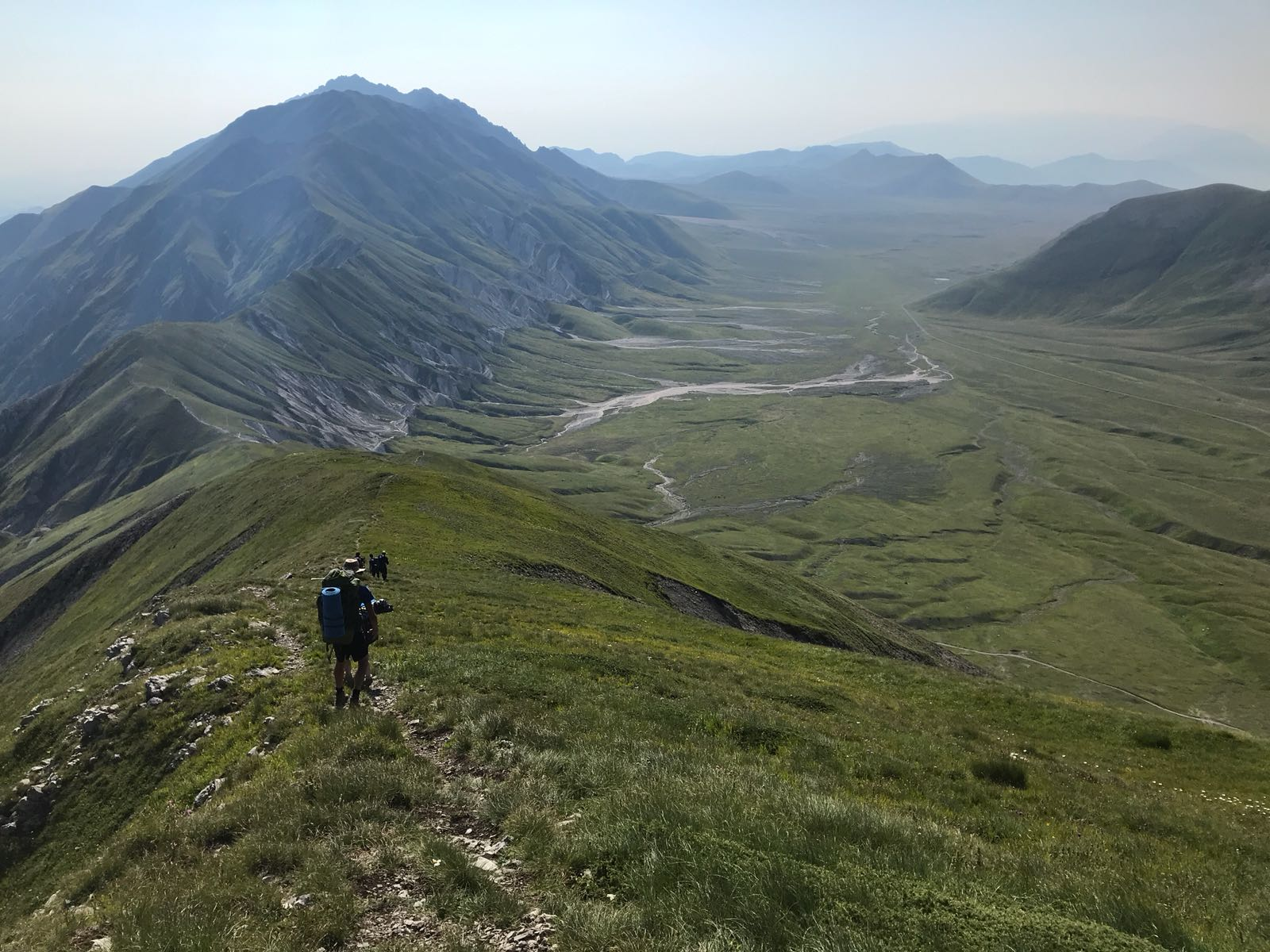
Campo Imperatore toamna

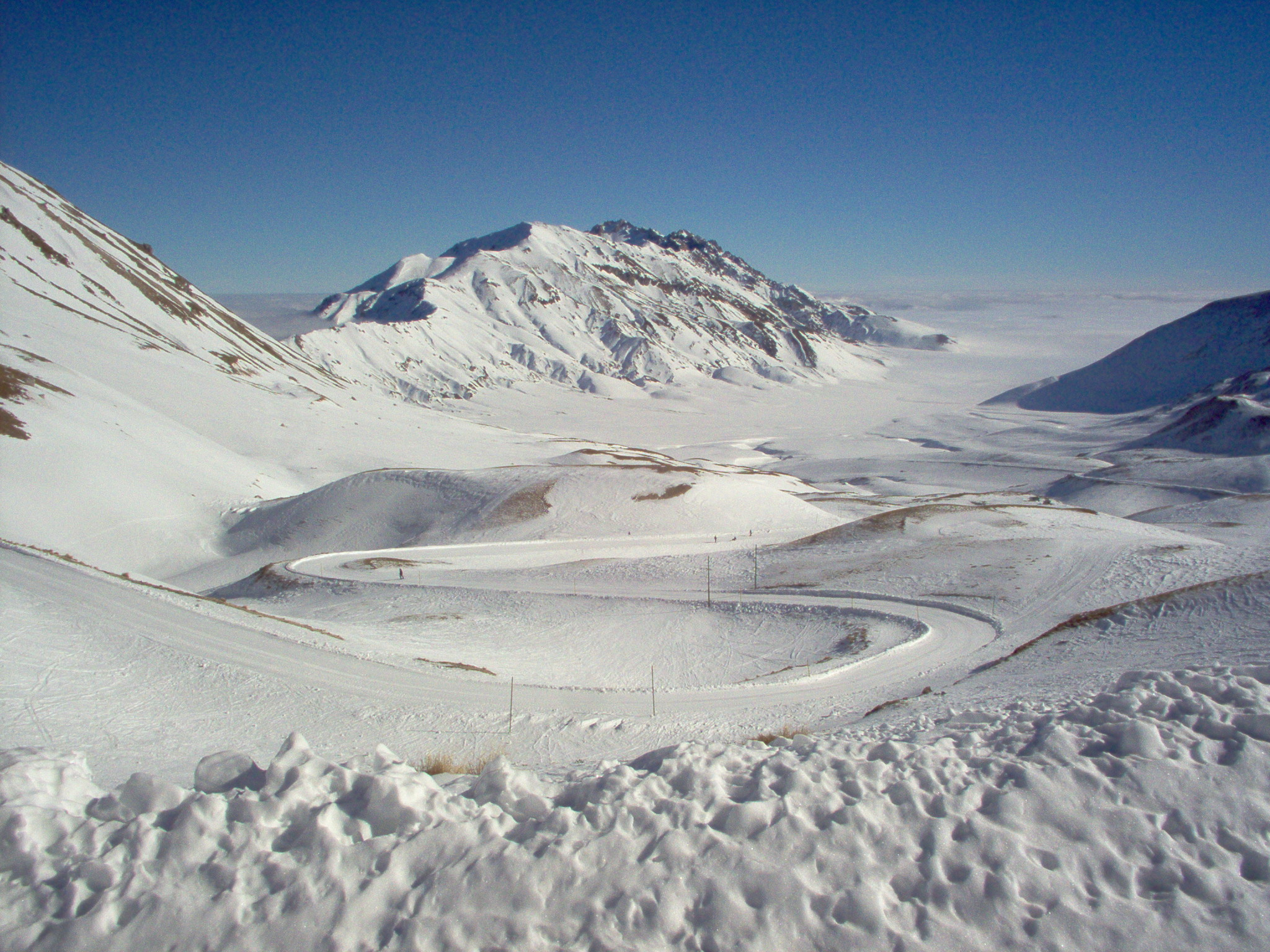
Campo Imperatore iarna

Campo Imperatore este un platou înalt sub formă de căldare, înconjurată de munți, situată în masivul Gran Sasso, din lanțul Apeninilor centrali, provicia  L’Aquila, regiunea Abruzzo, Italia.

## Date generale
Platoul s-a format prin activitatea de erodare a ghețarilor, la nord de piscul Corno Grande se află ghețarul Calderone, ghețarul cel mai sudic din Europa.
Campo Imperatore are o lungime de ca. 15 km și o lățime de 5 km, el face parte din Parcul național Gran Sasso și Monti della Laga, platoul este înconjurat de munții Monte Prena, Monte Aquila, Monte Camicia și Monte della Scindarella, munți care depășesc altitudinea de 2.200 m deasupra n.m.. Inălțimea platoului variază între 1.500 și 1.900 m, și are o suprafață de  80 km². Pe platou se află cea mai veche regiune de schi alpin din Italia, aceasta a luat ființă prin anii 1920. Datorită faptului că se află la câteva sute de kilometri de Roma este o regiune frecvent vizitată de turiștii iubitori ai sporturilor de iarnă. In septembrie 1943 a fost prinzionier aici Benito Mussolini în hotelul cu același nume, fiind eliberat de o unitate comando germană SS (numită acțiunea Stejar). Pe versantul sud-estic al platoului se află satele rusticale  Castel del Monte, Calascio și Santo Stefano di Sessanio care erau în evul mediu, proprietatea familiei Medici. Din primăvară până în toamnă, pasc animalele din sat pe pășunile  din regiune, care au o floră alpină variată. Din anul 1952 se află pe Campo Imperatore o grădină botanică care se ocupă cu cerecetarea florei de pe platou printre care se află specii pe cale de dispariție ca Vaccinium uliginosum, Gentiana lutea, Leontopodium nivale alpinum și Adonis vernalis. Campo Imperatore este regiunea unde trăiește Canis lupus italicus, Felis silvestris silvestris, Sus scrofa, Vulpes vulpes, Natrix natrix și Rupicapra pyrenaica. Dintre speciile de păsări se pot aminiti Aquila chrysaetos și familia Falconidae. Pe Campo Imperatore s-au realizat filmări pentre filme cinematografice ca Keoma,  Le Nom de la rose, Ziua șoimilor și Soarele de noapte.